# جیک پاکارد
جیک پاکارد (انگلیسی: Jake Packard؛ زادهٔ ۲۰ ژوئن ۱۹۹۴) ورزشکار ورزش شنا اهل استرالیا است.
وی در مسابقات کشوری و بین‌المللی در مجموع برندهٔ ۲ مدال طلا، ۲ مدال نقره، ۳ مدال برنز شده‌است.